# Сада Каур
Сада Каур (пенджаб. ਸਦਾ ਕੌਰ; бл.1762– 1832) — сардарні (очільник) місаля Канхея (Канхайя) у 1793—1821 роках.

## Життєпис
Походила з джатського клану Дхалівал. Донька Дасвандхи Сінґха, місальдара Далівалії. Народилася близько 1762 року. 1768 року видана заміж за Гурбакша Сінґха, сина і спадкоємця Джай Сінґха, місальдара Канхеї і мали одну спільну дитину, дочку на ім'я Мехтаб Каур, яка народилася в 1782 році.
1785 року її чоловік загинув у битві при Баталі проти Джасса Сінґх Рамгархії, Мага Сінґх Сукерчакії та Сансар Чанда, раджи Кангри. Невдовзі місальдар Джай Сінгх оголосив її спадкоємцею своїх володінь. 1786 року видала свою доньку — Мехтаб Каур — за Ранджит Сінґха, сина Мага Сінґх Сукерчакії.
У 1789 році після смерті тестя спадкувала владу. У 1792 році її зять Ранджит Сінґх стає місальдаром Сукерчакія Мисл, а Сада Каур стала регентом цього місаля. У 1798 році той одружився вдруге. Сада Каур не схвалювала цього, але залишилася його радником.
1799 року підтримала зятя в плані захоплення Лахору в магараджи Гулаб Сінґха Дхіллона. Брала участь в битві біля Басіна, де Дхіллон зазнав поразки, а потім в захопленні Лахору, зайшовши до міста через Делійську браму.
1801 року Сприяла оголошенню Ранджит Сінґха магараджею. У битвах за Амрітсар, Чініот, Касур, Атток і Хазару вона була разом з Ранджитом Сінґхом.
Зрештою вона порвала з зятем, коли той розділив місаль Канхея між нею та родичами чоловіка. Разом з тим Ранджит Сінґх обмежив її пересування. 1811 року Нідхан і Бхаг Снґхи, що володіли частиною місаля, втратили їх. 1813 року померла її донька, що свідчило про остаточний розрив зв'язків з Ранджит Сінґхом. 1821 року той забрав решту місаля Канхея. Сада Каур переселено до Лахору, де вона мала гарне грошове утримання. Померла тут 1832 року.